# A Friend In London
A Friend in London — датская рок-группа из Вострупа. Она была образована в 2005 году. Группа состоит из четырёх участников, которые знакомы друг с другом ещё со школы-интерната — Тима Шоу (вокал, гитара), Себастьяна Винтера (гитара, бэк-вокал), Аске Дамма Брамминга (бас-гитара) и Эсбена Сване (ударные).
В 2008 году одержали знаковую победу в конкурсе европейского уровня «Bodog Million Dollar Battle of the Bands».
19 февраля 2011 года коллектив победил в датском отборочном конкурсе на Евровидение (Dansk Melody Grand Prix 2011) с песней «New Tomorrow» («Новое завтра»), которую A Friend In London исполнили во втором полуфинале, набрав достаточное количество зрительских голосов, чтобы выйти в финал конкурса. В финале группа получила 134 балла и заняла пятое место на песенном конкурсе.

## Дискография
Группа A Friend in London выпустила одноимённый дебютный EP A Friend in London в 2009 году. Альбом Unite вышел 21 января 2013 года.